# Историография в Северна Македония
 За хронология на историята на областта Македония вижте История на Северна Македония.  
Историографията в Северна Македония или разговорно северномакедонска историография, е съвкупността от научните методи, източниците, хипотезите и интерпретациите, използвани от учените в Северна Македония за изучаването на историята на областта Македония. Способите, с които работят историците в Северна Македония, често са определяни за ненаучни, а научните им издания често са критикувани заради съдържащи се в тях фалшификации и манипулации. Северномакедонската историография е силно политически обременена и обслужва идеологическите интереси на страната.

## Развитие
Георги Пулевски е родоначалникът на македонизма и на идеята за отделен македонски език. Автор е и на огромен ръкопис от около 1700 стр. (1892) с названието „Славяно-македонска обща история“. Все пак за основател на съвременната северномакедонска историография се смята публицистът и комунистическият деец Васил Ивановски, който през 1934 година публикува статията „Защо ние македонците сме отделна нация?“. В нея застъпва тезите на ранните македонисти, че съществува отделна македонска нация, различна от българската, сръбската и гръцката нации. Според него македонската нация притежава своя територия и икономическа цялост, свой собствен език и общ национален характер, както и своя македонска история. Съществуването на такава националност е признато от Коминтерна чрез резолюция по македонския въпрос през същата година. Докато е в затвора заради политическата си дейност Васил Ивановски започва да пише първата „История на Македония“ през 1943 година.
Официалното начало на северномакедонската историография е поставено в новосъздадената Народна република Македония, федерална част от Югославия от 1944 година. Днес би било абсурдно връщането към позицията на някои от първите ръководители на Македонската югославска република като Лазар Колишевски, който първоначално обявява, че историята на новата република и нейния народ започват с комунистическата съпротива във Вардарска Македония през 1941 година. Той почти забранява честването на Илинденското въстание, като българофилски бунт и се отнася с резерви към спомена за „българина Делчев“. Скоро след това, под ръководството на Югославската комунистическа партия в Белград започват конструирането на историческа парадигма, създаване на институциите на историческата политика и подготовка на кадри за професионална историографска кариера. Българската комунистическа партия спомага за развитието на македонската историография и реорганизира Македонския научен институт в София, а Илинденска организация е разтурена. Научното списание на института „Македонски преглед“ е заменено от „Македонска мисъл“, което дава изява на апологети на македонската историография като Бане Андреев, Васил Калайджиев, Христо Калайджиев, Блаже Конески, Йован Трифуновски, Любен Цветков и други. Предава голяма част от наличните книги и етнографски артефакти на двете организации, включително останките на Гоце Делчев, са предадени на Социалистическа република Македония, които да послужат за написването на нови учебници по история на Македония.
През 1946 година БКП започва политика на „културна автономия“ в Пиринска Македония, при която започва постепенното налагане на македонска идентичност сред местните българи. За целта от Югославия са изпратени учители по новокодифицираният македонски език и по македонска история. През 1948 година Министерството на образованието на България издава наредба историята на Македония да се обособи от българската история. Предприетите мерки не дават особени резултати поради слабата подготвеност на югославските учители, липсата на учебници по македонска история и въобще на научна литература за новата и интерпретация, както и поради факта, че мнозинството от местните българи не приемат идеите на македонизма. През 1948 година в Скопие е създаден Института за национална история, а през 1949 година след като е създаден Скопския университет във Философския факултет започва обучение по македонска история.
В България на Мартенския пленум на ЦК на БКП от 1963 година е направен окончателен обрат в партийната линия по македонския въпрос, и се решава да започне издаването на научни трудове, които да доказват наново българския произход на славянското население в областта Македония, както и научните среди да започнат да оборват редовно публикуваните в Скопие фалшификати на българската история. През 1969 година Македонска академия на науките и изкуствата под ръководството на Михайло Апостолски издава първата „История на македонския народ“, която е изпълнена с исторически фалшификации и манипулации. През 1980 година в Скопие е публикуван научния труд „Правилата — Уставот на Македонскиот востанически комятет во Кресненското востание“, достоверността на изложените документи в който са оспорени от българските историографи. През 1987 година в СР Сърбия балканоложкият институт на САНУ и Сръбският архив издават първият том на документалният сборник "Материали за историята на Българският народ от сръбският архив", обвхащащ периода 1820 - 1856 година, в който са публикувани писмо от 8 август 1845 година на първият български светски учител Емануил Васкидович, роден в Мелник, Пиринска Македония до сръбският княз Александър Караджорджевич, в което той се самоопределя като етнически българин, и документи на различни сръбски институции и самият княз, третиращи го по същият начин. През втората половина на 1989 година, противопоставяйки се на великосръбските инициативи на режима на Слободан Милошевич за връщане на сръбските колонисти в Македония и Косово и обявяването на 1 декември - деня на създаването на Кралството на сърби, хървати и словенци за държавен празник, скопските историци издават редица статии и научни трудове, посветени на насилствената сърбизация на Вардарска Македония през периода 1912-1941 година и реабилитиращи частично междувоенната ВМРО. Част от тези трудове признават, че Югославия е третирала подлаганото на сърбизация местно славянско население като българско, а Александър Спасовски даже нарича българските църкви и училища в областта преди Балканските войни просветно-културна автономия на „македонския народ“.
През 2000 година Божидар Димитров издава книгата „Десетте лъжи на македонизма“ на български и на македонска литературна норма, в която прави опит да обобщи и обори основните тези на северномакедонската историография. Книгата предизвиква широк обществен отзвук и в двете страни, а македониста Георги Радулов в отговор пише „Кой фалшифицира историята? Година след излизането на книгата на Божидар Димитров във свой труд академик Блаже Ристовски признава, че във временната управа на Крушевската република не е имало единствено македонци по националност. По повод честванията на 100 години от Илинденско-Преображенското въстание през 2003 година в Република Македония започва издаването на автентични документи и книги, недвусмислено доказващи българския произход на видни личности от Македония. Професор Иван Катарджиев издава двата тома на Освободителните борби на Македония от Христо Силянов и „Спомените на Иван Михайлов“. Зоран Тодоровски участва в издаването на съвместно издание между институциите на двете държави на „Дневника на Кръсте Мисирков“ и сборник от документи на Тодор Александров. Иван Катарджиев, Зоран Тодоровски, Антонио Милошоски частично или напълно признават българското национално самосъзнание на родени в Македония българи. Под ръководството на Блаже Ристовски през 2009 година МАНУ прави опит да издаде „Македонска енциклопедия“ в два тома. Изданието е пълно с неистини и манипулации и предизвиква негативни реакции на Балканите, във Великобритания, САЩ и в други държави, поради което е спряно от печат.В края на 2015 година режисьорът на противобългарския пропаганден филм "Трето полувреме" Дарко Митревски публикува във вестник „Нова Македония“ статия от девет части, озаглавена „Нашиот голем фалсификат“, разобличаваща почти всички основни лъжи на Югославската и скопската историографии по Македонския въпрос за периода преди Втората световна война. На 5 ноември 2021 година във видео, разпространено в социалните мрежи председателят на северномакедонската страна в смесената историческа комисия Драги Георгиев признава, че при създаването на "македонската нация" скопската историография си е служила необезпокоявано с исторически фалшификации, сред които подмяната на етнонима "Българи" с "македонци".

## Основни тези
За времето, в което македонската историография е зависима от политиката на ЮКП до разпада на Югославия се обуславя съществуването на македонска идентичност (регионална и национална) от средновековието до наши дни. Сред по-важните тези са:
- Самобитността на славяните населяващи областта Македония в ранното средновековие
- Създаването на самобитна македонска култура и писменост от Кирил и Методий, както и от техните последователи Наум Преславски и Климент Охридски
- Богомилството се разглежда като процес, зародил се и в Македония и развил се от македонци
- Създаването на средновековна македонска държава на Цар Самуил, така нареченото Самуилово царство
- Създаването на македонска църква, известна като Охридска архиепископия
- Националното възраждане и борбата за самостоятелна църква в Македония са начало на македонската нация, а възрожденците от областта братя Миладинови, Кирил Пейчинович, Райко Жинзифов, Григор Пърличев, Йордан Хаджиконстантинов-Джинот са етнически македонци
- Негативната роля на Българската екзархия за развитието на македонците
- Националноосвободителната борба в Македония на Вътрешната македоно-одринска революционна организация до Балканските войни са опит за създаване на независима македонска държава
- Продължителите на революционното движение в Македония от Вътрешната македонска революционна организация са български агенти и фашисти
- Масовост на Комунистическата съпротива във Вардарска Македония по време на Втората световна война и организиране на македонско въстание срещу окупаторите

След демократичните промени в Република Македония голяма популярност придобива тезата, че съвременните македонци са директни наследници на античните македонци. Частична реабилитация получават ръководители и дейци на ВМРО, с изключение на Иван Михайлов.